# 马尔帕尔蒂达德拉塞雷纳
马尔帕尔蒂达德拉塞雷纳，是西班牙埃斯特雷马杜拉巴达霍斯省的一个市镇。总面积26平方公里，总人口754人（2001年），人口密度29人/平方公里。